# Casa Murada
La Casa Murada és una casa pairal del segle xiii amb elements gòtics i renaixentistes ubicada a Banyeres del Penedès, al Baix Penedès. És una obra inventariada com a bé cultural d'interès nacional.
Està formada per un cos principal, aproximadament d'uns 600 m², del que en sobresurt una torre de defensa de base que constitueix l'element més característic del conjunt. A més de la casa principal hi trobem un celler i una església del s. XVIII.
Casal fortificat. Edificació formada per una sèrie de dependències agrupades dins un tancat, al qual s'accedeix a través de la porta del baluard. Tot el conjunt és situat al costat mateix del torrent del Papiolet. Destaca una torre de planta quadrada, més ampla de baix que de dalt. Està situada a la banda dreta del conjunt i consta de dues finestres ogivals col·locades de forma anàrquica. Al costat esquerre de l'habitatge hi ha una petita torre emmerletada. La casa és feta de tàpia i té un portal de punt rodó adovellat i diverses obertures gòtic-renaixentistes.Al sud del conjunt hi ha una capella d'època moderna.
L'Any 2007 Jesús Rovira, membre i compositor del grup Lax'n'Busto, va transformar la masia en un estudi de gravació, mantenint l'estructura i els elements de l'antiga edificació. Des de l'any 2011 és la seu del projecte audiovisual Tots Sants, que utilitza les seves instal·lacions per enregistrar gravacions de diferents artistes, i on hi participa, entre d'altres el periodista musical Roger Roca.